# ジャヴァン・セバスチャン
ジャヴァン・セバスチャン（Javan Sebastian、1994年9月2日 - ）は、ユナイテッド・ラグビー・チャンピオンシップ、エディンバラ・ラグビーに所属するラグビー選手。

## プロフィール
- イングランド出身[1]。
- ポジションはプロップ(PR)。
- 身長 177cm、体重 118kg
- スコットランド代表キャップは7（2024年2月現在）でラグビーワールドカップ2023のスコットランド代表に選ばれたことがある[2]。

## 略歴
スカーレッツを経て、2023年、エディンバラに加入。